# Giro dell'Emilia 1931
Il Giro dell'Emilia 1931, ventesima edizione della corsa, si svolse il 28 ottobre 1931 su un percorso di 182 km con partenza a Casalecchio di Reno e arrivo a Bologna. Fu vinto dall'italiano Glauco Servadei, che completò il percorso in 6h22'10" precedendo per distacco i connazionali Giovanni Tulipani e Renato Scorticati.
Riservato a ciclisti di II, III e IV categoria (indipendenti e dilettanti), fu organizzato dal Velo Sport Reno di Bologna.

## Percorso
Partita da Casalecchio di Reno, la corsa risalì verso l'Appennino fino al Valico Masera, prima salita di giornata; da qui la seconda salita, quella di Sestola, e la terza, quella di Pavullo nel Frignano, prima del rientro a Bologna via Marano sul Panaro e Vignola. Il traguardo, dopo 182 km di corsa, era posto nel viale antistante al Parco Velodromo.

## Ordine d'arrivo (Top 10)
| Pos. | Corridore          | Squadra       | Tempo    |
| ---- | ------------------ | ------------- | -------- |
| 1    | Glauco Servadei    | V.S. Reno     | 6h22'10" |
| 2    | Giovanni Tulipani  | G.S. Aquila   | a 5'00"  |
| 3    | Renato Scorticati  | V.C. Reggio   | s 7'00"  |
| 4    | Aldo Pellacani     | Nic. Biondo   | a 9'30"  |
| 5    | Umberto Mariotti   | V.S. Forlì    | a 14'00" |
| 6    | Gaspare Babini     | V.S. Reno     | s.t.     |
| 7    | Paride Scacchetti  | Nic. Biondo   | s.t.     |
| 8    | Amerigo Calcabrini | S.S. Recanati | s.t.     |
| 9    | Armando Martelli   | V.S. Ferrara  | s.t.     |
| 10   | Armando Jori       | V.C. Reggio   | s.t.     |